# خیرآباد (فلاورجان)
خیرآباد (فلاورجان)، روستایی از توابع بخش مرکزی شهرستان فلاورجان در استان اصفهان ایران است.

## جمعیت
این روستا در دهستان گلستان قرار دارد و براساس سرشماری مرکز آمار ایران در سال ۱۳۸۵، جمعیت آن ۷۶۷ نفر (۲۰۹خانوار) بوده‌است.